# یونجه ایرلندی
یونجه ایرلندی (نام علمی: Sida rhombifolia) نام یک گونه از تیره پنیرکیان است.